# Grendel (banda)
Grendel es una banda neerlandesa de EBM y electro-industrial formada en 1997. Su música es considerada dentro del género electro-industrial. El nombre del grupo se originó por un personaje de una antigua leyenda mitológica titulada Beowulf.

## Historia

### Comienzos
En los inicios del año 2000 se puso a la venta el primer CD de promoción que incluyó Strangers, que fue un éxito en las pistas de baile de su país. En un corto período este tema se escuchó en muchos lugares de los Países Bajos e incluso en países del extranjero como Alemania, Bélgica y España.
Después de esto, Grendel empezó a recibir ofertas para participar en giras. Fue entonces cuando FLRS se unió a la banda para tocar los sintetizadores. Medio año después lanzaron el primer demo (en formato CD) titulado Inhumane Amusement. Este CD llegó al sello germano NoiTekk (una subdivisión de Black Rain Records), y convenció de tal manera al sello que firmaron con ellos inmediatamente. El demo fue remasterizado, rediseñado y reeditado junto con nuevo material y salió a la venta en el 2000 como álbum debut del grupo.

### Nuevas Incursiones
En 2002 salió a la venta el EP End of Ages, que marcó un nuevo territorio para Grendel, con canciones como el éxito internacional End of Ages o los temas Catastrophe y Noisome.
El EP se completó con remezclas de canciones del disco hechas por las bandas Feindflug y God Module. Estas grabaciones recibieron grandes reacciones de los medios y los oyentes, que opinaron que Grendel era el sonido del futuro.

### Segundo álbum
En 2003 la banda grabó el que sería su segundo álbum, titulado Prescription: Medicide. Este disco significó un gran paso adelante para el grupo, que recibió buenas críticas, y fue álbum del mes en la revista Zillo y Orkus. Además alcanzaron posiciones muy altas en listas alternativas de todo el mundo (incluyendo su estancia en el número 1 durante varios meses en la lista alternativa neerlandesa Dutch Underground Charts.

### Tercer álbum
En 2007 lanzaron a la venta el álbum Harsh Generation, en versión regular y limitada, ambas difundidas en dos sellos discográficos simultáneamente: Infacted Recordings y Metropolis Records.
Poco tiempo después de su lanzamiento, este disco fue el álbum que mayor tiempo permaneció dentro del Ranking Top 5 en el Deutsche Alternative Charts. Temas como Hate This, Void Malign y Dirty se convirtieron rápidamente en los favoritos bailables dentro de la escena electro-industrial.
La versión limitada del álbum cuenta con un segundo disco de remezclas a cargo de artistas como X-Fusión, Caustic, Soman, Amduscia, Northborne, Urkom, etc.

## Discografía
- CD promocional. Sello: producción propia (2000).
- Inhumane Amusement - CD promocional. Sello: producción propia.
- Inhumane Amusement - CD. Sello: NoiTekk (01/03/2001).
- End of Ages - EP.  Sello: NoiTekk (15/04/2002).
- Prescription : Medicide - CD (Normal + Edición Limitada de 1500 copias). Sello: NoiTekk (15/01/2004).
- Prescription : Medicide - CD (Versión para Estados Unidos). Sello: Metropolis (10/08/2004).
- Soilbleed EP - CD. Sello: NoiTekk (25/04/2005).
- Soilbleed EP - CD (Versión para Estados Unidos). Sello: Metropolis (10/05/2005).
- Soilbleed REDUX EP - CD. Sello: NoiTekk (12/05/2006).
- Harsh Generation - CD (Normal + Edición Limitada). Sello: Infacted Rec. (Europa), Metropolis Rec. (EE. UU.) y Gravitator Rec. (Rusia). Año 2007.
- Chemicals + Circuitry EP - CD. Sello: Infacted Rec. (Europa, 27/11/2009). Sello: Metropolis Records (EE. UU., 12/01/2010).
- Timewave Zero - CD. Sello: Infacted Rec. (Europa). Sello: Metropolis Records (EE. UU.) Fecha de lanzamiento: 20/04/2012.

### Recopilatorios
- Rape This Industrial World Vol.1 - Don't Tame Your Soul (versión de Leæther Strip).
- Rape This Industrial World Vol.2 - Hate This.
- United Vol. 1- Soilbleed.
- Fuck The Mainstream Vol.1 - Void Malign (remezcla de Amduscia).